# Gran Premio de las Naciones de Motociclismo de 1959
El Gran Premio de las Naciones de Motociclismo de 1960 fue la séptima y última prueba de la temporada 1959 del Campeonato Mundial de Motociclismo. El Gran Premio se disputó el 6 de septiembre de 1959 en el Autodromo Nacional de Monza.

## Resultados 500cc
Debido a su séptima victoria en siete carreras, John Surtees obtuvo el máximo, más aún porque también había realizado la vuelta más rápida en todas ellas. Su compañero de equipo Remo Venturi fue segundo, pero se quedó a más de un minuto atrás. Geoff Duke celebró su última aparición en el Campeonato Mundial con un podio, terminando tercero. Adolfo Covi, un amigo del tenis de Ferruccio Gilera, que murió en 1956, murió después de caer en la Curva del Vialeone.
| Pos.    | Piloto                   | Equipo    | Tiempo/Retirado | Puntos |
| ------- | ------------------------ | --------- | --------------- | ------ |
| 1       | John Surtees             | MV Agusta | 1h 05' 07"      | 8      |
| 2       | Remo Venturi             | MV Agusta | +1' 13" 9       | 6      |
| 3       | Geoff Duke               | Norton    | +1 Vuelta       | 4      |
| 4       | Bob Brown                | Norton    | +1 Vuelta       | 3      |
| 5       | Paddy Driver             | Norton    | +2 Vueltas      | 2      |
| 6       | John Hempleman           | Norton    | +2 Vueltas      | 1      |
| 7       | Ernst Hiller             | BMW       | +2 Vueltas      |        |
| 8       | Hans-Günther Jäger       | BMW       | +3 Vueltas      |        |
| 9       | Karl Untersteggaber      | Norton    | +3 Vueltas      |        |
| 10      | Paolo Campanelli         | Norton    | +3 Vueltas      |        |
| 11      | Jacques Insermini        | Norton    | +4 Vueltas      |        |
| 12      | Vasco Loro               | Norton    | +4 Vueltas      |        |
| 13      | Alfredo Milani           | Gilera    | +5 Vueltas      |        |
| Ret     | Emanuele Maugliani       | Gilera    | Ret             |        |
| Ret     | Roberto Vigorito         | Norton    | Ret             |        |
| Ret     | Artemio Cirelli          | Gilera    | Ret             |        |
| Ret     | Luigi Marcelli           | Norton    | Ret             |        |
| Ret     | Mike Hailwood            | Norton    | Ret             |        |
| Ret     | Gary Hocking             | Norton    | Ret             |        |
| Ret     | Giuseppe Mantelli        | Gilera    | Ret             |        |
| Ret     | Jim Redman               | Norton    | Ret             |        |
| Ret     | Martinus Van Son         | Norton    | Ret             |        |
| Ret     | Dickie Dale              | BMW       | Ret             |        |
| Ret     | Francesco Guglielminetti | Norton    | Ret             |        |
| Ret     | Eric Hinton              | Norton    | Ret             |        |
| Ret     | Dino Valbonesi           | Gilera    | Ret             |        |
| Ret     | Benedetto Zambotti       | Gilera    | Ret             |        |
| Ret     | Adolfo Covi              | Norton    | Ret             |        |
| Fuente: |                          |           |                 |        |

## Resultados 350cc
No fue muy especial que John Surtees ganó su sexta carrera consecutiva de 350cc. Su compañero de equipo John Hartle no participó. En su lugar, los italianos Remo Venturi y Ernesto Brambilla recibieron un MV Agusta 350 4C. Venturi acabó segundo por delante de Bob Brown. Gary Hocking podría haber sido una amenaza aún mayor para Hartle, pero no participó en la carrera de 350cc.
| Pos. | Piloto                | Equipo      | Tiempo/Retirado | Puntos |
| ---- | --------------------- | ----------- | --------------- | ------ |
| 1    | John Surtees          | MV Agusta   | 54' 01" 2       | 8      |
| 2    | Remo Venturi          | MV Agusta   | +11" 4          | 6      |
| 3    | Bob Brown             | Norton      | +1' 22" 2       | 4      |
| 4    | John Hempleman        | Norton      | +2' 01" 2       | 3      |
| 5    | Paddy Driver          | Norton      | +2' 02" 1       | 2      |
| 6    | Alfredo Milani        | Norton      | +2 Vueltas      | 1      |
| 7    | Alberto Pagani        | Norton      | +2 Vueltas      |        |
| 8    | Horst Kassner         | Norton      | +2 Vueltas      |        |
| 9    | Hans Pesl             | Norton      | +2 Vueltas      |        |
| 10   | Jacques Insermini     | Norton      | +3 Vueltas      |        |
| 11   | Hans Kauert           | AJS         | +4 Vueltas      |        |
| 12   | Martinus Van Son      | Norton      | +4 Vueltas      |        |
| 13   | Hans-Julius Holthaus  | NSU         | +5 Vueltas      |        |
| 14   | Lodovico Facchinelli  | AJS         | +5 Vueltas      |        |
| Ret  | Geoff Duke            | Norton      | Ret             |        |
| Ret  | Ernesto Brambilla     | MV Agusta   | Ret             |        |
| Ret  | Libero Liberati       | Moto Morini | Ret             |        |
| Ret  | František Šťastný     | Jawa        | Ret             |        |
| Ret  | Dickie Dale           | AJS         | Ret             |        |
| Ret  | Jim Redman            | Norton      | Ret             |        |
| DNS  | Eric Hinton           | Norton      | DNS             |        |
| DNS  | Gianvittorio Ziglioli | DNS         |                 |        |

## Resultados 250cc
Al no ir al Gran Premio del Ulster, Tarquinio Provini había aprovechado la oportunidad para amenazar a Carlo Ubbiali en el liderazgo. Ubbiali ganó su segundo GP de 250cc del año ya que Gary Hocking molestó al equipo participando con su MZ RE 250. Hocking se retiró en esta carrera, al igual que Provini, pero Ernst Degner condujo su MZ al segundo lugar con el mismo tiempo que el ganador. La batalla por el tercer lugar también fue emocionante, ya que los pilotos de Morini Emilio Mendogni y Derek Minter también cruzaron la línea de meta simultáneamente.
| Pos. | Piloto                | Equipo      | Tiempo/Retirado | Puntos |
| ---- | --------------------- | ----------- | --------------- | ------ |
| 1    | Carlo Ubbiali         | MV Agusta   | 43' 51" 6       | 8      |
| 2    | Ernst Degner          | MZ          | +0"             | 6      |
| 3    | Emilio Mendogni       | Moto Morini | +33" 9          | 4      |
| 4    | Derek Minter          | Moto Morini | +33" 9          | 3      |
| 5    | Luigi Taveri          | MZ          | +46" 9          | 2      |
| 6    | Tommy Robb            | MZ          | +1' 17" 9       | 1      |
| 7    | Gilberto Milani       | Paton       | +1 Vuelta       |        |
| 8    | Arthur Wheeler        | Moto Guzzi  | +1 Vuelta       |        |
| 9    | Mike Hailwood         | MZ          | +1 Vuelta       |        |
| 10   | Geoff Duke            | Benelli     | +1 Vuelta       |        |
| 11   | Adelmo Mandolini      | Moto Guzzi  | +2 Vueltas      |        |
| 12   | Rudi Thalhammer       | NSU         |                 |        |
| 13   | Michael Schneider     | NSU         |                 |        |
| 14   | Siegfried Lohmann     | Adler       |                 |        |
| 15   | Benjamin Savoye       | FB Mondial  |                 |        |
| 16   | Günter Beer           | Adler       |                 |        |
| 17   | Giordano Bon          | Benelli     |                 |        |
| 18   | Gianemilio Marchesani | CM          |                 |        |
| 19   | Fabio Ceredi          | Moto Guzzi  |                 |        |
| Ret  | Tarquinio Provini     | MV Agusta   | Ret             |        |
| Ret  | Gianpiero Zubani      | Moto Morini | Ret             |        |
| Ret  | Gary Hocking          | MZ          | Ret             |        |
| Ret  | Silvio Grassetti      | Benelli     | Ret             |        |
| Ret  | Dickie Dale           | Benelli     | Ret             |        |

## Resultados 125cc
En la clase de 125cc, Tarquinio Provini podría empatar teóricamente con Carlo Ubbiali, siempre que ganara y Ubbiali acabara fuera de los puntos. Eso no sucedió: Provini fue solo quinto y Ubbiali fue derrotado por Ernst Degner, que obtuvo su primera victoria en el Mundial. Luigi Taveri, que cambió a Ducati durante de estar toda la temporada con MZ, terminó tercero con su 125 Trialbero.
| Pos. | Piloto             | Moto      | Tiempo/Retirado | Puntos |
| ---- | ------------------ | --------- | --------------- | ------ |
| 1    | Ernst Degner       | MZ        | 40' 08" 1       | 8      |
| 2    | Carlo Ubbiali      | MV Agusta | +0" 4           | 6      |
| 3    | Luigi Taveri       | Ducati    | +0" 8           | 4      |
| 4    | Derek Minter       | MZ        | +1" 5           | 3      |
| 5    | Tarquinio Provini  | MV Agusta | +2" 6           | 2      |
| 6    | Gary Hocking       | MV Agusta | +7" 5           | 1      |
| 7    | Alberto Pagani     | MV Agusta | +15" 4          |        |
| 8    | Mike Hailwood      | Ducati    | +1' 02" 2       |        |
| 9    | Hans Pesl          | Ducati    | +1 Vuelta       |        |
| 10   | Arthur Wheeler     | Ducati    | +1 Vuelta       |        |
| 11   | Alessandro Brabetz | Ducati    | +2 Vueltas      |        |
| 12   | Roberto Patrignani | Ducati    | +2 Vueltas      |        |
| 13   | Cas Swart          | Ducati    | +2 Vueltas      |        |
| Ret  | Giuliano Maoggi    | n.d.      | Ret             |        |
| Ret  | Alberto Capocci    | n.d.      | Ret             |        |
| Ret  | Rocchi             | n.d.      | Ret             |        |
| Ret  | Tommy Robb         | Ducati    | Ret             |        |
| Ret  | Benjamin Savoye    | n.d.      | Ret             |        |
| Ret  | Werner Spinnler    | Ducati    | Ret             |        |
| Ret  | Ulf Svensson       | Ducati    | Ret             |        |